# Dmitri Sokolov
Cet article concerne le joueur de basket-ball. Pour le coureur cycliste, voir Dmitriy Sokolov.
Dmitri Nikolaïevitch Sokolov (en russe : Дмитрий Николаевич Соколов), né le 21 janvier 1985, à Stavropol, dans la République socialiste fédérative soviétique de Russie, est un joueur russe de basket-ball. Il évolue au poste de pivot.

## Carrière
En juillet 2015, il signe un contrat d'un an avec l'Octobre rouge Volgograd. En décembre 2015, il quitte Volgograd et rejoint le BC Khimki Moscou où les pivots Paul Davis et Rouslan Pavleev sont blessés.
En mars 2019, Sokolov revient au Khimki jusqu'à la fin de la saison.

## Palmarès
- Vainqueur de la coupe de Russie 2009, 2010
- Vainqueur de la VTB United League 2010, 2012, 2013
- Champion d'Europe de basket-ball des 20 ans et moins 2005